# 전기 에너지 공급
전기는 발전소에서 다양한 에너지원에서 전기에너지로 바꾸어 생산한 것이 대부분이다. 변전소까지 송전탑을 이용해 송전을 하고 변전소에 변전을 한 뒤 전봇대로 가정이나 전기 설치물까지 송전한다.

## 전기의 원료
전기의 원료는 발전방법에 따라 다른다.
아래의 내용은 발전방법에 따른 전기의 원료에 관한 것이다.

### 발전방법에 따른 전기의 원료들
- 원자력:원자의 폭발
- 화력:석탄
- 가스:천연가스
- 수력:물의 위치에너지
- 풍력:바람
- 바이오에너지:남겨진 폐기물
- 태양광:태양의 빛

## 발전
발전은 발전소에서 다양한 에너지원을 전기에너지로 바꾸어 발전소의 송전탑까지 송전한다.

## 변전
이후 송전탑에 송전한 전기에너지는 전선에 연결된 변전소까지 송전하여 변전을 한다.

## 공급
변전을 한 전기에너지는 전봇대나 공동구로 송전한다. 송전한 전기에너지는 각 가정과 신호등, 가로등 같은 전기설치물과 연결되어 작동에너지로 바꾸어 기계를 작동시킨다. 전기의 수명이 다 된 것은 작동에너지가 비활성화가 된다.